# Coopération nordique

Logo du Conseil nordique.

La coopération nordique est une politique de rapprochement et de travail commun mise en place par les cinq pays nordiques : Danemark, Islande, Norvège, Suède et Finlande. Elle se traduit par la participation de ces pays au Conseil nordique et au Conseil nordique des ministres.

## Histoire

### Premières formes d’union

L’union de Kalmar en 1500.

L’histoire des pays nordiques en tant que région historique et culturelle commence il y a plus de mille ans avec la formation des royaumes vikings,. Le royaume de Norvège unifie en son sein les îles Féroé, l’Islande et le Groenland ainsi que les îles (aujourd’hui écossaises) Shetland et Orcades et maintient des liens très forts avec les royaumes du Danemark et de Suède, cette dernière possédant la future Finlande et l’archipel d’Åland,.
En 1397, sous l’impulsion de la reine Marguerite Ire, les royaumes de Danemark, de Suède et de Norvège fusionnent pour créer l’union de Kalmar,. Toute la région des pays nordiques est alors réunie en un seul pays,. Mais les tensions intérieures aboutissent à la sécession de la Suède dans les années 1520 qui élit Gustav Vasa roi de Suède,.
Durant la Renaissance, les pays nordiques restent en retrait par rapport aux autres pays d’Europe, à l’exception de la Suède qui devient une puissance majeure contrôlant une grande partie de la Baltique,. Mais au début du XVIIIe siècle, la Suède perd de l’influence au profit de l’Empire russe et de la Prusse et doit céder ses territoires de la Baltique, notamment la Finlande qui passe sous contrôle russe,.
En 1814, le Danemark perd la Norvège au profit de la Suède mais garde le contrôle des anciennes possessions coloniales norvégiennes (Islande, îles Féroé, Groenland),.

### LeXIXesiècle
En 1875, le Danemark, la Suède et la Norvège constituent une union monétaire.

### Les deux guerres mondiales
Le début du XXe siècle et les deux guerres mondiales voient, outre la fin de l’union monétaire, l’indépendance des différents pays nordiques. En 1905, la Norvège met fin à son union avec la Suède. La Finlande devient indépendante en 1917. En 1918, l’Islande devient indépendante du Danemark, bien qu’elle reste liée sous la forme d’une union personnelle jusqu’en 1944 lorsqu’elle devient une république. La Suède et la Finlande se disputent la possession d’Åland jusqu’à ce que la Société des Nations tranche en faveur de la Finlande, mais en 1921, Åland obtient l’autonomie.
En 1919, le Danemark, la Norvège et la Suède créent l’Association nordique, rejoints par l’Islande en 1922 et la Finlande en 1924.

### Depuis 1945
À l’issue de la Seconde Guerre mondiale, l’idée d’une union de défense scandinave est proposée, mais en 1949, les négociations prennent fin sans avoir abouti. Ensuite, l’Islande, le Danemark et la Norvège rejoignent l’OTAN, tandis que la Suède réaffirme sa politique de neutralité.
À la suite de cet échec est plutôt mis en place le Conseil nordique, formé par l’Islande, le Danemark, la Norvège et la Suède en 1952. La Finlande, du fait de sa relation particulière avec l’Union soviétique de Staline, ne rejoindra le Conseil qu’en 1955, quand les relations se seront apaisées avec le nouveau dirigeant de l’Union soviétique, Nikita Khrouchtchev.
Dans les années 1950, des projets pour une union douanière et une zone de libre-échange voient le jour, mais finalement la Norvège, la Suède et le Danemark choisissent de rejoindre l’Association européenne de libre-échange en 1960, suivis par la Finlande (en tant que membre associé) en 1961 et l’Islande en 1970. En 1973, le Danemark rejoindra la Communauté économique européenne (CEE).
Au cours des années soixante, l’idée apparaît de faire évoluer les institutions de coopération nordique en une organisation similaire à celle de la CEE. Le traité d'Helsinki, est ratifié à Helsinki en 1962. Entre 1968 et 1970, des négociations intenses sur ce projet dénommé « NordEk » ont lieu, mais finalement la Finlande abandonne le projet à cause de sa relation à l’Union soviétique.
Mais cet échec aboutit à la création d’un nouveau projet, le Conseil nordique des ministres.
Avec la fin de la Guerre froide, les pays baltes (Estonie, Lettonie et Lituanie) obtiennent l’indépendance. Le Conseil nordique des ministres établit alors des bureaux dans ces pays. En 1994, la Norvège, la Suède et la Finlande tiennent des référendums sur l’adhésion à l’Union européenne. La Norvège vote contre, tandis que la Suède et la Finlande rejoignent l’Union en 1995 en même temps que l’Autriche.

## Fonctionnement

### Institutions
Le Conseil nordique, créé en 1952, est l’organisme officiel pour la coopération inter-parlementaire entre pays nordiques. Il est constitué de 87 membres représentant les cinq pays et les trois territoires autonomes.
Le Conseil nordique des ministres fournit un cadre à la coopération inter-gouvernementale. Fondé en 1971, il est constitué de 11 conseils ayant chacun un thème particulier. La coordination de la coopération intergouvernementale est assurée par les différents ministres de la Coopération nordique.
L’Islande, le Groenland et les îles Féroé ont également constitué le Conseil nordique occidental portant principalement sur les questions relatives à l’Atlantique Nord,.

### Objectifs
D’après les onze conseils formant le Conseil nordique des ministres, les principaux centres de coopération sont : 
- l’emploi, le marché du travail, les conditions de travail et les lois sur le travail ;
- l’économie, l’énergie et la politique régionale ;
- la pêche et l’aquaculture, l’agriculture, l’alimentation et les forêts ;
- l’égalité des sexes
- la promotion de la diversité culturelle et des artistes ;
- la coordination en matière de législation ;
- la préservation de l'environnement et de la qualité de vie ;
- la santé et les affaires sociales ;
- l’éducation et la recherche ;
- l’économie et plus particulièrement la croissance économique, l’intégration économique de la région nordique dans la région de la mer Baltique et en Europe et la promotion des intérêts nordiques au niveau international, les relations avec l’Union européenne, la politique fiscale, la liberté de circulation dans les pays nordiques et l’intégration de l’économie nordique dans le cadre du développement durable ;
- le numérique.

### Coopération avec le reste du monde
Les cinq pays nordiques forment le Conseil de l'Arctique avec le Canada, les États-Unis et la Russie.
Au niveau européen, les pays nordiques ont des niveaux d’intégration différents : si les cinq pays appartiennent au Conseil de l'Europe, à l’Espace économique européen et à l’Espace Schengen, seuls le Danemark, la Suède et la Finlande sont membres de l’Union européenne (l’Islande et la Norvège sont elles membres de l’Association européenne de libre-échange avec la Suisse et le Liechtenstein) et parmi ces trois pays, seule la Finlande fait partie de la zone euro.
Au niveau international, tous les pays nordiques appartiennent à l’Organisation des Nations unies (ONU) et à l’Organisation de coopération et de développement économiques (OCDE), mais divergent sur la question militaire : la Suède et la Finlande ont adopté une politique de neutralité tandis que l’Islande, le Danemark et la Norvège sont membres de l’Organisation du traité de l'Atlantique nord (OTAN).

## Futur
Il est parfois évoqué que les pays nordiques et leurs territoires autonomes pourraient s’unir pour former un État fédéral.